# Adoração dos Reis Magos (Salomon Koninck)
A Adoração dos Reis Magos (neerlandês: Aanbidding der wijzen) é uma pintura a óleo sobre painel da Natividade por volta de 1645 do artista holandês Solomon Koninck na coleção dos Mauritshuis em Haia.

## Temática
A Adoração dos Reis Magos (do título da seção em latim da Vulgata, A Magis adoratur) é o nome tradicionalmente dado ao tema cristão parte da Natividade, no qual os três reis magos, representados como reis vindos do oriente, tendo encontrado Jesus ao seguir a estrela de Belém, colocam aos pés do Menino Jesus presentes de ouro, incenso e mirra. Eles também o adoram como "rei dos judeus". Este evento foi relatado no Evangelho de Mateus.